# Agoraea venosa
Agoraea venosa är en fjärilsart som beskrevs av Walker 1856. Agoraea venosa ingår i släktet Agoraea och familjen björnspinnare. Inga underarter finns listade i Catalogue of Life.